# Śląsk Opolski (czasopismo)
Śląsk Opolski – czasopismo naukowe wydawane przez Instytut Śląski w Opolu w latach 1991–2010.
Pierwszy numer ukazał się w 1991 z podtytułem: „Społeczeństwo, gospodarka, kultura. Kwartalnik naukowo-dokumentacyjny”. Od numeru 3 z 2001 podtytuł zmienił brzmienie na: „środowisko, społeczeństwo, gospodarka, kultura”. Wydawanie czasopisma zakończono na numerze 4 z 2010 (73 ogólnego zbioru). Redaktorem naczelnym był Wiesław Drobek.